# Šigirský idol
Šigirský idol (rusky Шигирский идол) je nejstarší dochovaná dřevěná socha, zhotovená zhruba před 12 tisíci lety z modřínu sibiřského.
Uložena je ve Sverdlovském oblastním muzeu v ruském Jekatěrinburgu, konkrétně v Muzeu historie a archeologie středního Uralu v areálu tzv. Městečka čekistů.

## Objevení
Šigirský idol byl objeven nedaleko města Kirovgrad (tehdy vesnice Kalata) na tzv. Šigirském rašeliništi na východním úpatí středního Uralu. Od poloviny 19. století se zde těžilo zlato a již od počátku dělníci nacházeli neobyčejné předměty z parohů, kostí, dřeva, kamene i keramiky. Roku 1879 se o těchto nálezech dozvěděla Uralská společnost milovníků přírodopisu, díky čemuž následujícího roku proběhly na místě první vykopávky Imperátorské ruské geografické společnosti. Výsledky záhy vyvolaly senzaci a přitáhly pozornost archeologů z celé země. Nalezené předměty jsou dnes uloženy v muzeích Kazaně, Moskvy, Petrohradu, Paříže a Helsinek, největší část ovšem získala Uralská společnost milovníků přírodopisu, jejíž sbírky dnes spravuje Sverdlovské oblastní muzeum.
Samotný idol byl nalezen 5. února 1890 v hloubce čtyř metrů. Na příkaz majitele pozemku, hraběte Alexeje Alexandroviče Stenbok-Femora, byla soška předána Uralské společnosti milovníků přírodopisu. Vzhledem k tomu, že se jednalo o množství jednotlivých úlomků, trvalo mnoho let, než se podařilo rekonstruovat přibližnou podobu sošky. Rekonstrukce Vladimira Tolmačjova z roku 1914 předpokládala výšku 5,3 m, některé fragmenty se ovšem později ztratily, a tak je v současnosti vystavována socha vysoká 3,4 m.

## Popis
Šigirský idol je zhotoven z jediného kmene modřínu sibiřského, nejméně 157 let rostlého. Zpracován byl krátce po pokácení kamennými nástroji. Dochovala se horní část trupu s hlavou a spodní část, zobrazující pravděpodobně nohy.
Idol je ze všech stran pokryt vyřezávaným geometrickým ornamentem. Na širokých stranách jsou vyobrazeny črty sedmi obličejů s trupy v podobě kostry. Celkem tak Šigirský idol zahrnuje 8 postav - horní s plastickou hlavou na vrcholu, tři figury vepředu, čtyři vzadu.